# Sampigny
Sampigny és un municipi francès situat al departament del Mosa i a la regió del Gran Est. L'any 2007 tenia 747 habitants.

## Demografia

### Població
El 2007 la població de fet de Sampigny era de 747 persones. Hi havia 294 famílies, de les quals 72 eren unipersonals (32 homes vivint sols i 40 dones vivint soles), 85 parelles sense fills, 117 parelles amb fills i 20 famílies monoparentals amb fills.
La població ha evolucionat segons el següent gràfic:
Habitants censats

### Habitatges
El 2007 hi havia 344 habitatges, 294 eren l'habitatge principal de la família, 21 eren segones residències i 30 estaven desocupats. 301 eren cases i 42 eren apartaments. Dels 294 habitatges principals, 208 estaven ocupats pels seus propietaris, 80 estaven llogats i ocupats pels llogaters i 6 estaven cedits a títol gratuït; 2 tenien una cambra, 9 en tenien dues, 26 en tenien tres, 67 en tenien quatre i 189 en tenien cinc o més. 218 habitatges disposaven pel capbaix d'una plaça de pàrquing. A 126 habitatges hi havia un automòbil i a 134 n'hi havia dos o més.

### Piràmide de població
La piràmide de població per edats i sexe el 2009 era:
| Homes | Edats   | Dones |
| ----- | ------- | ----- |
| 0     | 95 o +  | 0     |
| 0     | 90 a 94 | 8     |
| 8     | 85 a 89 | 4     |
| 8     | 80 a 84 | 12    |
| 12    | 75 a 79 | 28    |
| 0     | 70 a 74 | 8     |
| 8     | 65 a 69 | 0     |
| 16    | 60 a 64 | 20    |
| 8     | 55 a 59 | 12    |
| 20    | 50 a 54 | 24    |
| 36    | 45 a 49 | 28    |
| 32    | 40 a 44 | 28    |
| 40    | 35 a 39 | 36    |
| 40    | 30 a 34 | 32    |
| 16    | 25 a 29 | 20    |
| 20    | 20 a 24 | 12    |
| 48    | 15 a 19 | 28    |
| 32    | 10 a 14 | 44    |
| 44    | 5 a 9   | 32    |
| 24    | 0 a 4   | 8     |

## Economia
El 2007 la població en edat de treballar era de 524 persones, 381 eren actives i 143 eren inactives. De les 381 persones actives 332 estaven ocupades (186 homes i 146 dones) i 49 estaven aturades (21 homes i 28 dones). De les 143 persones inactives 44 estaven jubilades, 45 estaven estudiant i 54 estaven classificades com a «altres inactius».

### Ingressos
El 2009 a Sampigny hi havia 289 unitats fiscals que integraven 754 persones, la mediana anual d'ingressos fiscals per persona era de 15.887 €.

### Activitats econòmiques
Dels 23 establiments que hi havia el 2007, 2 eren d'empreses alimentàries, 2 d'empreses de fabricació d'altres productes industrials, 4 d'empreses de construcció, 5 d'empreses de comerç i reparació d'automòbils, 2 d'empreses de transport, 3 d'empreses d'hostatgeria i restauració, 1 d'una empresa d'informació i comunicació, 2 d'empreses immobiliàries, 1 d'una empresa de serveis i 1 d'una entitat de l'administració pública.
Dels 6 establiments de servei als particulars que hi havia el 2009, 1 era una oficina de correu, 1 paleta, 1 fusteria, 1 lampisteria, 1 restaurant i 1 agència immobiliària.
Dels 4 establiments comercials que hi havia el 2009, 1 era una botiga de més de 120 m², 2 fleques i 1 una fleca.
L'any 2000 a Sampigny hi havia 3 explotacions agrícoles.

## Equipaments sanitaris i escolars
El 2009 hi havia una escola elemental.

## Poblacions més properes
El següent diagrama mostra les poblacions més properes.